# Henry David Thoreau
Henry David Thoreau, ameriški esejist, pisatelj, politični aktivist, okoljevarstvenik in filozof, * 12. julij 1817, Concord, Massachusetts, ZDA, † 6. maj 1862, Concord, Massachusetts.
Misel Henrya Davida Thoreauja združuje v sebi veščine esejistike, pesništva, filozofije ter globokega ekološkega in mističnega zavedanja človekove odvisnosti od narave. Kljub temu, da se je družil s člani filozofsko-religiozne šole ameriškega transcendentalizma, ga le pogojno uvrščamo v to šolo, saj so pri njem močneje prisotni vplivi Kantove epistemologije in Schellingove filozofije narave. Thoreau je neprizanesljiv kritik materialističnih vrednot civilizacije in ameriške družbe 19. stoletja, predvsem preračunljivosti kapitalistične družbe, ki na veliko izkorišča naravo in človeka ter ukinja eksistencialno soodvisnost med človekom in naravnim okoljem.
Najbolj je poznan po svojem literarnem delu »Walden« (1854), v katerem zagovarja preprosto življenje (ang. simple life) v naravnem okolju, in po eseju »Državljanska nepokorščina« (Civil Disobedience, 1849), v katerem poziva k odporu proti nepravični državni ureditvi. Svojo filozofijo, ki je mnogo bolj praktična in osebna kot pa akademska, je poskušal tudi dejavno živeti. Da bi bil bližje naravi, se je začasno umaknil v divjino ob jezeru Walden ter tudi sicer bil znan po skromem in nezahtevnem načinu življenja, ki bi mu lahko očitali pomanjkanje ambicije. Osebno se je zavzel za pomoč prebeglim sužnjem in iz tega prepričanja odklonil plačevanje davkov, kar ga je celo pripeljalo v zapor. Njegov poziv k državljanski nepokorščini, v katerem je utemeljil nenasilni odpor proti nepravičnim metodam oblasti, je imel daljnosežen vpliv na zagovornike nenasilnega odpora, kot so bili Tolstoj, Mahatma Gandhi in Martin Luther King mlajši.  

## Življenje
Rojen je bil v mestu Concord v Novi Angliji v družini francosko-škotskega rodu kot tretji izmed štirih otrok. Oče je bil manjši podjetnik, ki se je ukvarjal z izdelovanjem svinčnikov. Izmed vseh otok v družini je največjo nadarjenost za učenje pokazal prav Henry David. Družini je uspelo privarčevati potrebno vsoto 180 dolarjev za prvo šolnino na harvardski univerzi, kasneje pa si je Henry David z odličnimi ocenami vsako leto sam pridobil štipendijo za nadaljevanje študija. Na Harvardu je obiskoval predavanja retorike, filologije, filozofije, matematike in moderne znanosti. Diplomiral je leta 1837, vendar se ni usmeril v akademsko kariero. Tik pred zaključkom študija je nanj napravil globok vtis esej »Narava« (Nature, 1836) ameriškega filozofa Ralpha Walda Emersona, v katerem je Emerson iz doživetja še neokrnjene ameriške divjine na novo ovrednotil povezavo med človekom in naravo ter se odmaknil od svetopisemske interpretacije človekovega instrumentalnega razpolaganja z naravo. Thoreau se je spoprijateljil s 15 let starejšim Emersonom, ki je do Thoreauja je zavzel mentorski odnos in ga predstavil krogu svojih somišljenikov, vendar je Thoreau ostajal v svojem razmišljanju samosvoj in sledil svojim zanimanjem. 
Po študiju je nekaj časa učiteljeval, vendar se mu je uprlo telesno kaznovanje učencev. Skupaj s starejšim bratom je odprl manjšo zasebno šolo, ki je vključevala progresivne metode dela z učnimi urami v naravnem okolju, v lokalnih podjetjih ter trgovinah. Zasebna šola je bila kratkotrajen projekt, saj ga je leta 1842 pretresla prezgodnja bratova smrt. Leta 1837 je začel pisati svoj osebni dnevnik, ki ga je pisal v vse do svoje smrti. Vsa ostala dela, ki jih je spisal sproti ob pisanju dnevnika, so nastala po predlogah predhodnih zapisov v njegovem dnevniku, ki že sam zase stoji kot samostojno in obsežno literarno-filozofsko delo. Šele zadnja desetletja so s kritičnimi izdajami dnevniških zapisov na novo ovrednotila Thoreaujev prispevek k epistemologiji, ki izhaja iz Kantovega transcendentalizma in združuje čut za subjektivno opazovanje narave ter etično odgovornostjo do okolja.   
Leta 1844 je po nesreči zanetil večji požar v gozdu blizu jezera Walden. Kot da bi iskal neko opravičilo, se je leto dni kasneje umaknil v majhno brunarico na Emersonovi posesti blizu omenjenega jezera in naslednji dve leti preživel v tem okolju, odmaknjen v gozdu, vendar še vedno relativno blizu mesta Concord. Izjema tega dvoletnega bivanja ob jezeru je dan 24. julija 1846, ko je Thoreau zavrnil plačilo davkov in je bil zaradi tega za eno noč priprt v zaporu. Med razlogi za izognitev plačilu omenja protest proti mehiško-ameriški vojni in nestrinjanje z vladno politiko države Massachusetts, ki je istega leta izglasovala zakon o izročitvi prebeglih črnskih sužnjev državam, iz katerih so prebegnili. Kljub temu, da ni bil pripravljen plačati davkov, je bil že naslednji dan izpuščen proti plačilu varščine, ki jo je položila njegova teta. Priprtje je nanj napravilo močan vtis, razloge za svojo potezo, ki ga je privedla v zapor, je najprej pojasnil v predavanju someščanom Concorda. Kasneje je na podlagi tega predavanja spisal delo Državljanska nepokorščina. 
Po dvoletnem bivanju ob jezeru Walden, kjer je nastalo njegovo istoimensko najbolj znano delo, zbirka esejističnih vtisov o razmerju med človekom in naravo, se je vrnil v normalno vsakdanje življenje. Poleg vodenja osebnega dnevnika, v katerega je beležil svoje vtise opazovanja narave, je prevzel očetovo tovarno svinčnikov in se ukvarjal z manjšimi hišnimi ter vrtnarskimi deli. Izdajanje lastnih knjižnih del je bilo vse prej kot lahko, saj jih je financiral iz lastnih sredstev. Zelo se je zadolžil s potopisom, v katerem je opisoval vtise potovanja s kanujem po reki Merrimack (A Week on the Concord and Merrimack Rivers, 1849), ki ga je spisal in memoriam na svojega brata. Drugače je velik del svojih objav, ki zaobsegajo kvalitativna in kvantitativna opazovanja narave in naravnih pojavov beležil zase. 
Mogoče je najbolj nenavadna poteza, ki se odmika od prvotnega nenasilnega sporočila v Državljanski nepokorščini, njegov zagovor oboroženega spodletelega upora, ki ga je leta 1859 vodil militantni abolicionist John Brown in je bil eden od ključnih povodov v kasnejšo ameriško državljansko vojno.
Thoreau se je s tuberkolozo okužil že v mladosti. Leta 1859 je zbolel še z bronhitisom, nakar se mu je stanje iz leta v leto slabšalo. Kljub temu je vse do svoje smrti 1862 preurejal svoje zapise, ki so v večini kasneje izšli posthumno.

## Dela
V slovenščino so prevedeni esej Državljanska nepokorščina (Civil Disobedience, 1849), knjiga Walden: življenje v gozdu (Walden, or Life in the woods, 1854), esej Poslednji dnevi Johna Browna (The Last Days of John Brown, 1860) in drugi del eseja Hoja (Walking, 1861).